# Азербайджанці в Ірані
Азербайджанці в Ірані (Іранські азербайджанці; азерб. ایران آذربایجانلیلاری, İran azərbaycanlıları, перс. آذربایجانیهای ایران) — основна частина азербайджанського етносу, більша частина населення Іранського Азербайджану (провінції Західний, Східний Азербайджан і Ардебіль) і провінцій Зенджан, Казвін, Меркез і Хамадан. Загальна чисельність становить близько 15-30 мільйонів осіб (18-42 % населення Ірану). В основному — мусульмани-шиїти.

## Розселення
Азербайджанці складають переважну більшість населення Північно-Західного Ірану, будучи після персів другою за чисельністю етнічною групою країни і найбільшою національною меншиною Ірану. Вони становлять більшість в провінціях Західний Азербайджан, Східний Азербайджан, Ардебіль і Зенджан. Проживають також у провінціях Гілян, Курдистан, Кум і Тегеран (близько 25 %). Великі азербайджанські громади є в містах Тегеран, Кередж, Мешхед.

## Релігія
Традиційно більшість азербайджанців сповідує іслам шиїтського спрямування (джафарійський мазхаб). В Ірані у переважної частини азербайджанців поширене існаашарітський напрямок шиїзму. Серед азербайджанського населення остану Східний Азербайджан також є прихильники суфійського ордена накшбандийа; невелика частина азербайджанців-шиїтів також є прихильниками нечисленного шиїтського відгалуження цього ордена. Меншість азербайджанців Ірану складають багаї. Є невеликі групи мусульман-сунітів.

## Мовна ситуація

### Основні відомості
Азербайджанська мова в Ірані поширена в північно-західних регіонах країни. Нею також розмовляють кашкайські племена, що мешкають на півдні Ірану. На відміну від мови Кавказького Азербайджану, азербайджанська мова в Ірані залишалася менш вивченою. Станом на 1970 рік були тисяча чотириста сорок дві роботи, присвячені азербайджанській мові в Радянському Союзі, і тільки 18 досліджень про азербайджанську мову Ірану. В Ірані письмова азербайджанська мова заснована на південних діалектах і на відміну від мови кавказьких азербайджанців в ньому міститься значна кількість запозичень арабо-перського походження. Практично всі азербайджанці двомовні: крім рідної володіють також і перською мовою.
Азербайджанці представлені у всіх суспільно-політичних сферах життя. Але не дивлячись на це, забезпечення мовних прав залишається донині непростим аспектом взаємин між центральною владою і азербайджанським населенням.

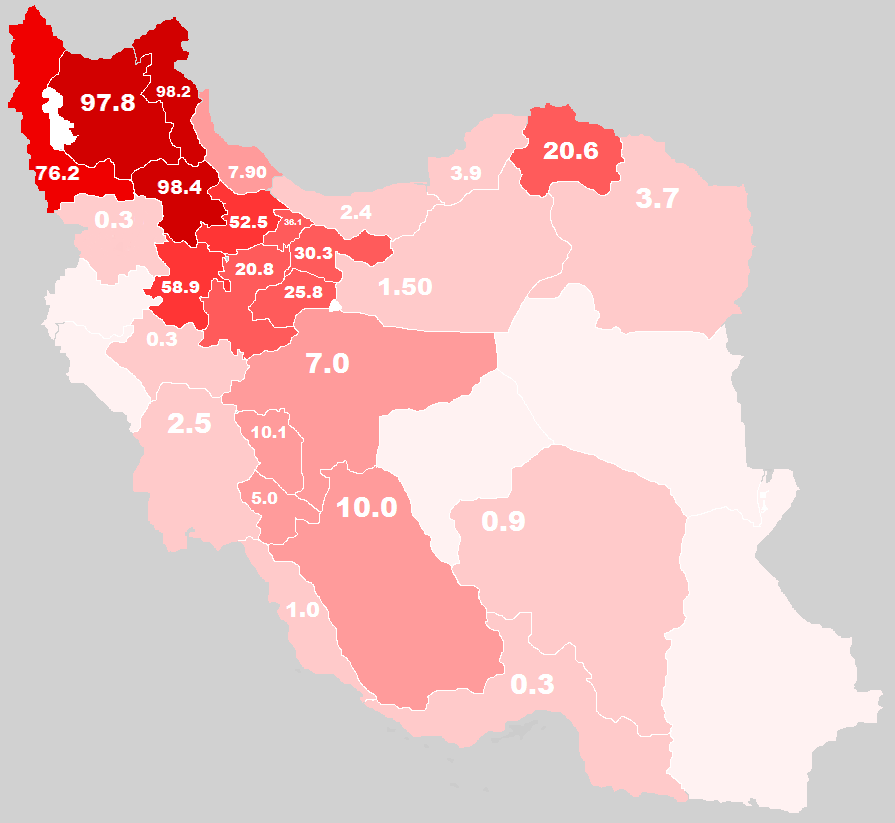
Карта тюркомовних провінцій Ірану

### Після Ісламської Революції
Після перемоги в 1979 році Ісламської революції, була прийнята нова Конституція, яка проголосила, що «місцеві національні мови можуть вільно використовуватися поряд з перською мовою в пресі та інших засобах масової інформації, а також для викладання національних літератур в школах» (ст. 15). Однак цим положенням суперечить інша стаття конституції (ст. 17), де вказується, що «колір шкіри, раса і мова і тому подібні відмінності не будуть служити причиною отримання привілеїв». Таким чином, Конституція надає можливість викладання рідної літератури і використання своєї мови в різних засобах масової інформації, але іншого національні меншини позбавлені: можливості навчання (крім арабської і власне перської) в школі і використання рідної мови в офіційних документах. Посол СРСР в Ірані Виноградов писав:
|  | Шахський режим всіляко підтримував відсутність національних відмінностей серед населення Ірану. Людей посилено переконували, що всі вони іранці, все під заступництвом єдиного вождя - шаха. Однак друк і радіо будь-якою мовою, крім перської, заборонялося. Це був насильницький спосіб стирання національних відмінностей ... Потрібно сказати, що нинішнє «ісламське правління» Ірану заперечує навіть саму наявність декількох національностей в Ірані; згідно однієї з догм, існує лише єдина «мусульманська громада», члени якої розмовляють різними мовами. Так що в національному питанні ісламський режим веде ту ж політику, що вів шах. |

Період після проголошення незалежності Азербайджанської Республіки на півночі позначений появою відкритої і скоординованої політичної діяльності і створенням організацій, які об'єднали іранських азербайджанців. Право на використання азербайджанської мови в Ірані було головною темою політичної активності, яка почалася в той період. Навесні 1998 року група з шістдесяти лідерів інтелігенції Іранського Азербайджану надіслала відкритий лист до тодішнього президента Мохаммада Хатамі з вимогою свобод в галузі культури і мови. Вони вказали, що їх мова є тією ж, якою розмовляють в Азербайджанській Республіці і там, на відміну від Ірану, дозволяється друкувати азербайджанською мовою. Молодіжні студентські організації також вимагали створення двомовної освітньої системи. Станом на сьогодні в Ірані азербайджанською мовою видаються журнали, газети і т. д. Як повідомив в 2006 році посол Ірану в Азербайджані Афшар Сулеймані, в Ірані видаються більш 130 газет і журналів азербайджанською. На телеканалі Sohar і радіо «Голос Ісламської Республіки Іран» виходять програми азербайджанською.

## Сучасне становище
Станом на сьогодні азербайджанці в Ірані вважаються етнічною групою, що становить невід'ємну частину іранської нації. Як писав в 1987 році в своїй статті «Від шаха до Хомейні» посол СРСР в Ірані Виноградов «завдяки своїй численності, економічній і культурній розвиненості, азербайджанці з плином часу органічно вросли в іранське суспільство і не стали там так званою "національною меншиною"; в Тегерані — центрі політичної, економічної і культурної активності — було близько півтора мільйона азербайджанців».